# 지연수
지연수(본명: 김혜정, 1980년 10월 22일~ )는 대한민국의 방송인이다.

## 경력

### 예능 경력
- 2017년 ~ - 살림하는 남자들

### 레이싱모델 경력
- 2012년 - 제12회 베이징모터쇼 레이싱모델
- 2008년 - DDGT 가렛팀 레이싱모델
- 2008년 - 타임트라이얼 메인팀 레이싱모델
- 2008년 - 클릭, 세라토전 현대모비스팀 레이싱모델
- 2008년 - 국제보트대회 레이싱모델
- 2007년 - KGTC 바보몰팀 레이싱모델
- 2007년 - 타임트라이얼 메인팀 레이싱모델
- 2007년 - 클릭, 세라토전 현대모비스팀 레이싱모델
- 2007년 - DDGT전 볼보팀 레이싱모델
- 2006년 - KGTC 1전 KAPPA(mpc팀) 레이싱모델
- 2006년 - K-1 파이팅 네트워크 칸 걸

## 수상
- 2008년 - 디카모델어워드 포토제닉상
- 2007년 - 스포츠서울 레이싱모델어워드 포토제닉상
- 2007년 - 서울오토살롱 레이싱퀸선발대회 대상